# Democratic Karen Buddhist Army

Fahne der DKBA

Die Democratic Karen Buddhist Army (DKBA) (Burmesisch: တိုးတက်သော ဗုဒ္ဓဘာသာ ကရင်အမျိုးသား တပ်ဖွဲ့) war eine Splittergruppe der myanmarischen Widerstandsbewegung Karen National Union (KNU), die sich 1994 von derselbigen getrennt und einen Separatfrieden mit der Militärregierung von Myanmar, dem Staatsrat für Frieden und Entwicklung (SPDC), vereinbart hatte. Seither bekämpfte die DKBA auf der Seite des SPDC den Karen-Widerstand der KNU. Die DKBA war wesentlich an der Eroberung des ehemaligen Hauptquartiers der KNU in Manerplaw am Saluen, dem Grenzfluss zu Thailand, beteiligt. Auch wurde ihr vorgeworfen, Karen-Flüchtlingslager in Thailand überfallen und niedergebrannt zu haben. Zahlreiche Menschenrechtsverletzungen gingen auf das Konto der DKBA.
Die DKBA bestand ursprünglich aus 4 Brigaden, der 333., 555., 777. und 999. Brigade. Bei vielen ihrer Mitglieder handelte es sich in der Vergangenheit um ehemalige Offiziere und Soldaten der Karen National Liberation Army, des bewaffneten Flügels der KNU. Teile der DKBA wurden 2010 in eine Border Guard Force (abgekürzt BGF) mit Namen Karen BGF oder auch Karen State BGF umgewandelt. Kämpfer, welche mit der Unterstellung ihrer Brigaden unter die Zentralregierung nicht einverstanden waren, gründeten daraufhin am 8. November 2010 eine neue Brigade mit Namen DKBA-5. Nur die 999. Brigade konnte komplett in eine BGF umgewandelt werden (siehe Shwe Kokko). Die DKBA-5 schloss am 3. Dezember 2011 einen eigenen Waffenstillstand mit der Zentralregierung, ohne jedoch dem BGF-Programm beizutreten. Die DKBA-5 benannte sich am 4. April 2012 in Democratic Karen Benevolent Army um. Die Karen BGF dagegen gründeten verschiedene Wirtschaftsunternehmen in den ihnen zugewiesenen Gebieten und betrieben semi-offizielle Grenzübergänge. Besonders wegen ihren Joint Ventures mit Chinesischen Firmen wie der in Hongkong registrierten Yatai International Holding Group  kamen sie unter starken Druck der Zivilen Zentralregierung. So wurde ein 15 Milliarden Dollar Projekt 2020 von der Regierung gestoppt. Nach dem Sturz der zivilen Regierung im Januar 2021 wurden die Projekte wieder aufgenommen. Das ehemals von der DKBA gehaltene Gebiet um Shwe Kokko verwandele sich innerhalb kurzer Zeit zu einem Casino Standort und zu einem weltweit führenden Platz für illegale Online-Glücksspiele und Internetkriminalität. Arbeitswillige wurden aus der ganzen Welt nach Thailand geködert, um in der BGF-Zone unter unmenschlichen Bedingungen gefangen gehalten zu werden und zur Teilnahme an Online-Scams gezwungen zu werden.
Die DKBA galten bei vielen Karen als Verräter. DKBA-Funktionäre behaupteten, dass es aufgrund der Diskriminierung der Buddhisten in der KNU zur Abspaltung kam. Die KNU wurde primär von Karen christlichen Glaubens geführt. Die Waffen, Uniformen und den Sold der DKBA stellte die Zentralregierung von Myanmar. Normalerweise operierte die DKBA nur im Zusammenschluss mit Armee-Infanteriebataillonen. Das Hauptquartier der DKBA befand sich in Myaing Gyi Ngu, auch als Khaw Taw bekannt, Gemeinde Lu Pleh, Pa'an-Distrikt, Karen-Staat.
Nach Quellen von DKBA und SPDC wurde die DKBA von einem buddhistischen Mönch mit Namen U Thuzana in
Myaing Gyi Ngu gegründet. Als Grund der Rebellion wird der autoritäre Stil der KNU-Spitze angegeben. Der SPDC versprach U Thuzana und der DKBA Autonomie für den Karen-Staat, wenn sie helfen würden die KNU/KNLA zu bekämpfen.
Im Gegensatz zur Karen National Union wurde der DKBA vorgeworfen, am Drogenschmuggel beteiligt zu sein. Man schätzte, dass die DKBA ungefähr 6.000 Mann stark war. Die DKBA-5 wird auf 2.000 Mann geschätzt.
Der politische Arm der DKBA war die Democratic Karen Buddhist Organisation.